# Serhiivka (Liubașivka), Bârzula
Serhiivka (în ucraineană Сергіівка) este un sat în comuna Liubașivka din raionul Bârzula, regiunea Odesa, Ucraina.

## Demografie
Componența lingvistică a localității Serhiivka
     Ucraineană (81,07%)
     Română (16,5%)
     Rusă (2,43%)
Conform recensământului din 2001, majoritatea populației localității Serhiivka era vorbitoare de ucraineană (81,07%), existând în minoritate și vorbitori de română (16,5%) și rusă (2,43%).